# Allow Me to Reintroduce Myself
《Allow Me to Reintroduce Myself》는 스웨덴의 가수 자라 라슨의 두 번째 EP이다. 2013년 7월 5일, 텐 뮤직 그룹과 유니버설 뮤직 그룹을 통해 스칸디나비아 국가에서 독점적으로 발매되었다. 이 음반의 리드이자 유일한 싱글인 〈She's Not Me〉는 2013년 6월 26일 발매되었다. 이는 라슨이 2014년에 발표한 데뷔 정규 앨범 《1》 이전의 마지막 EP였다.

## 배경
데뷔 EP 《Introducing》이 수록곡 〈Uncover〉의 지역적 히트와 함께 북유럽 팝 시장에서 눈에 띄는 성과를 거둔 이후, 라슨은 같은 해인 2013년 후반에 두 번째 EP 《Allow Me to Reintroduce Myself》를 발표했다. 전작이 그녀의 존재감을 대중에게 처음 알리는 데 중점을 두었다면, 이번 EP는 보다 넓은 스펙트럼의 음악적 시도와 예술적 방향성을 보여주었다. 특히 수록곡 전반에 걸쳐 알앤비와 팝의 색채가 보다 강하게 드러나며, 자라 라슨 특유의 사운드를 본격적으로 다듬어 나가기 위한 초석으로 여겨졌다. 이 시기를 기점으로 그녀는 첫 정규 앨범 작업에 착수하며, 아티스트로서 본격적인 성장의 길로 나아가게 된다.

## 상업적 성과
이 EP는 어떤 차트에도 진입하지 못했다. 그러나 〈She's Not Me (Pt. 1)〉은 스웨덴 차트에서 21위를 기록했으며, 스웨덴에서 골드 인증도 받았다.

## 곡 목록
| #            | 제목                     | 작사·작곡                                      | 프로듀서       | 재생 시간 |
| ------------ | ------------------------ | ---------------------------------------------- | -------------- | --------- |
| 1.           | 〈DarkSide〉             | Raphael Judrin Pierre-Antoine Melki Ross Golan | SoFly and Nius | 3:52      |
| 2.           | 〈Love Again〉           | Marcus Sepehrmanesh Robert Habolin Gavin Jones | Habolin        | 2:54      |
| 3.           | 〈She's Not Me〉 (Pt. 1) | Marcus Sepehrmanesh Joel Humlen                | Mack Naiv      | 2:52      |
| 4.           | 〈She's Not Me〉 (Pt. 2) | Sepehrmanesh Humlen                            | Mack Naiv      | 2:48      |
| 5.           | 〈Cash Me Out〉          | David Dawood Makeba Riddick Mark Pellizzer     | Dawood         | 3:25      |
| 총 재생 시간 | 총 재생 시간             | 총 재생 시간                                   | 총 재생 시간   | 15:51     |

## 참여 인원
크레딧은 올뮤직을 기반으로 작성되었다.
- 자라 라슨 – 주요 아티스트
- 비욘 엥엘만 – 마스터링 엔지니어
- 데이비드 다우드 – 작곡, 작사
- 개빈 존스 – 작곡, 작사
- 맥 – 공동 프로듀서, 작곡, 작사
- 마케바 리딕 – 작곡, 작사
- 마크 펠리저 – 작곡, 작사
- 나이브 – 작곡, 작사, 믹싱, 프로듀싱
- 로버트 하볼린 – 작곡, 작사, 프로듀싱
- 로스 골런 – 작곡, 작사